# الحجار (الرجم)

تعديل مصدري - تعديل

الحجار هي إحدى قرى عزلة بني البدي بمديرية الرجم التابعة لمحافظة المحويت، بلغ تعداد سكانها 446 نسمة حسب تعداد اليمن لعام 2004.